# Peter Herfert
Peter Herfert (* 14. Juni 1935 in Dessau; † 2. November 2017 in Greifswald) war ein deutscher Prähistoriker.

## Leben
Peter Herfert hatte schon in der Jugend Berührung mit der Bodendenkmalpflege. Nach dem Schulbesuch absolvierte er eine Lehre zum Elektriker. Seine erste Anstellung erhielt er am Landesmuseum für Vorgeschichte in Halle (Saale), wo er zunächst als Ausgrabungstechniker und Restaurator wirkte. Er interessierte sich sehr für die Ur- und Frühgeschichte (Prähistorik) sowie Geologie und nahm an der Universität Halle ein Studium auf.
Nach dessen Abschluss als Diplom-Prähistoriker wechselte er im Jahr 1961 an das Kulturhistorische Museum Stralsund. Von 1970 bis 1984 war er dort als Museumsdirektor tätig und als solcher für die Umgestaltung der Dauerausstellung sowie die Neugestaltung zahlreicher Sonderausstellungen verantwortlich. Gleichzeitig widmete er sich archäologischen Ausgrabungen und publizierte darüber. Besonders interessierte ihn die Kulturgeschichte der Insel Rügen, deren Erforschung fortan zu seinem Lebensinhalt wurde. Zu seinen Entdeckungen zählten zahlreiche Hügelgräber und mehrere slawische Holzboote. Besonders verdienstvoll ist seine Dokumentation von über 400 slawischen Siedlungs-, Bestattungs- und Schatzplätzen auf Rügen.

## Schriften (Auswahl)
- Erik von Schmiterlöw. In: Greifswald-Stralsunder Jahrbuch. Band 6. VEB Hinstorff Verlag, Rostock 1966.
- Frühmittelalterliche Bootsfunde in Ralswiek, Kr. Rügen. In: Ausgrabungen und Funde. Band 13, 1968, S. 211–222.
- Kurze Fundberichte: Slawenzeit/Wikingerzeit: Putgarten, Lkr. Rügen. In: Bodendenkmalpflege in Mecklenburg-Vorpommern. Jg. 1999, Bd. 47, S. 476 f.

## Ehrungen
- 2011 Kulturpreisträger der KulturStiftung Rügen